# レオナルド・ダ・シウヴァ・ゴメス
レオ・ゴメス（Léo Gomes）ことレオナルド・ダ・シウヴァ・ゴメス（葡: Leonardo da Silva Gomes、1997年4月30日 - ）は、ブラジル・セアラー州フォルタレザ出身のプロサッカー選手。Jリーグ・京都サンガF.C.所属。ポジションはミッドフィールダー（MF）。

## 経歴
2023年12月31日、2024年シーズンからJリーグ・ジュビロ磐田への加入が発表された。
2024年2月24日、J1リーグ第1節のヴィッセル神戸戦でJリーグデビューを果たす。5月25日、第16節の湘南ベルマーレ戦で逆転ゴールを決め、移籍後初得点を記録した。
2025年6月2日、ジュビロ磐田より京都サンガF.C.に完全移籍で加入することが発表された。

## 所属クラブ
- 2015年 - 2017年  ECヴィトーリア サブ20
- 2018年 - 2019年  ECヴィトーリア
- 2020年  アトレチコ・パラナエンセ
  - 2020年 - 2021年  アメリカFC（期限付き移籍）
  - 2021年  アソシアソン・シャペコエンセ・ジ・フチボウ（期限付き移籍）
  - 2022年  サンベルナルドFC（期限付き移籍）
  - 2022年  ECヴィトーリア（期限付き移籍）
- 2023年  ECヴィトーリア
- 2024年 - 2025年6月  ジュビロ磐田
- 2025年6月 -   京都サンガF.C.

## Jリーグでの個人成績
| 国内大会個人成績 | 国内大会個人成績 | 国内大会個人成績 | 国内大会個人成績 | 国内大会個人成績 | 国内大会個人成績 | 国内大会個人成績 | 国内大会個人成績 | 国内大会個人成績 | 国内大会個人成績 | 国内大会個人成績 | 国内大会個人成績 |
| 年度             | クラブ           | 背番号           | リーグ           | リーグ戦         | リーグ戦         | リーグ杯         | リーグ杯         | オープン杯       | オープン杯       | 期間通算         | 期間通算         |
| 年度             | クラブ           | 背番号           | リーグ           | 出場             | 得点             | 出場             | 得点             | 出場             | 得点             | 出場             | 得点             |
| 日本             | 日本             | 日本             | 日本             | リーグ戦         | リーグ戦         | リーグ杯         | リーグ杯         | 天皇杯           | 天皇杯           | 期間通算         | 期間通算         |
| ---------------- | ---------------- | ---------------- | ---------------- | ---------------- | ---------------- | ---------------- | ---------------- | ---------------- | ---------------- | ---------------- | ---------------- |
| 2024             | 磐田             | 16               | J1               | 29               | 1                | 1                | 0                | 0                | 0                | 30               | 1                |
| 通算             | 日本             | 日本             | J1               | 29               | 1                | 1                | 0                | 0                | 0                | 30               | 1                |
| 総通算           | 総通算           | 総通算           | 総通算           | 29               | 1                | 1                | 0                | 0                | 0                | 30               | 1                |